# اردکان (سپیدان)
اردکان،مرکز شهرستان سپیدان، شهری در استان فارس در جنوب ایران است، که با مساحتی حدود ۳۷۵ هکتار در هفتاد کیلومتری شمال‌غرب شیراز در مسیر شیراز-یاسوج واقع شده است. این شهر که با ارتفاع ۲۲۰۰ تا ۲۳۰۰ متری از سطح دریا در دره‌ای میان کوه‌های زاگرس جنوبی واقع شده، به دلیل دریافت بارش سالانه زیاد، در زمستان پربرف و در تابستان پرآب است. شهرداری اردکان فارس در سال ۱۳۳۲ تأسیس شد و جزو اولین و قدیمی‌ترین شهرداری‌ها در استان فارس می‌باشد.

## آب و هوا
ایستگاه هواشناسی سینوپتیک شهر اردکان در سال ۱۳۸۳ تأسیس شد و از آن زمان تاکنون وضعیت آب و هوایی این شهر به صورت خودکار ثبت می‌شود. در این مدت (۱۳۸۳ تا ۱۴۰۳) مشخصات اقلیمی شهر اردکان بدین گونه ثبت شده است:
| پارامتر                     | فروردین | اردیبهشت | خرداد | تیر  | مرداد | شهریور | مهر  | آبان | آذر   | دی    | بهمن  | اسفند | سالانه |
| --------------------------- | ------- | -------- | ----- | ---- | ----- | ------ | ---- | ---- | ----- | ----- | ----- | ----- | ------ |
| متوسط دمای روزانه           | ۱۱٫۶    | ۱۷       | ۲۳٫۳  | ۲۶٫۵ | ۲۶٫۴  | ۲۳٫۸   | ۱۹٫۱ | ۱۲   | ۶٫۷   | ۴     | ۴٫۲   | ۷٫۹   | ۱۵٫۲   |
| میانگین دمای کمینه          | ۶٫۶     | ۱۱٫۷     | ۱۷٫۴  | ۲۰٫۷ | ۲۰٫۸  | ۱۸٫۱   | ۱۳٫۵ | ۷٫۳  | ۲٫۳   | ۰٫۴-  | ۰٫۳-  | ۲٫۹   | ۱۰٫۱   |
| میانگین دمای بیشینه         | ۱۶٫۵    | ۲۲٫۳     | ۲۹٫۲  | ۳۲٫۳ | ۳۲    | ۲۹٫۴   | ۲۴٫۶ | ۱۶٫۷ | ۱۱٫۱  | ۸٫۵   | ۸٫۷   | ۱۲٫۹  | ۲۰٫۳   |
| رکورد دمای کمینه            | ۴٫۱-    | ۱٫۵      | ۹     | ۱۳٫۲ | ۱۴٫۸  | ۱۲٫۴   | ۶٫۶  | ۲٫۲- | ۸٫۶-  | ۱۵٫۵- | ۱۳-   | ۹٫۵-  | ۱۵٫۵-  |
| رکورد دمای بیشینه           | ۲۶      | ۳۱٫۱     | ۳۶٫۷  | ۳۷٫۷ | ۳۷٫۲  | ۳۴     | ۳۱٫۳ | ۲۶٫۳ | ۲۰٫۲  | ۱۹    | ۱۹٫۵  | ۲۳٫۸  | ۳۷٫۷   |
| تعداد روزهای بارانی         | ۹       | ۴        | ۰     | ۰    | ۱     | ۱      | ۰    | ۶    | ۷     | ۹     | ۱۰    | ۸     | ۵۶     |
| مجموع بارش (میلی‌متر)        | ۹۹٫۸    | ۲۱٫۶     | ۱٫۲   | ۱٫۱  | ۴٫۶   | ۲٫۱    | ۰٫۹  | ۷۰٫۳ | ۱۱۲٫۲ | ۱۳۳٫۸ | ۱۳۲٫۴ | ۷۹٫۵  | ۶۵۹٫۶  |
| ارتفاع برف تجمعی (سانتی‌متر) | ۱       | ۰        | ۰     | ۰    | ۰     | ۰      | ۰    | ۰    | ۳     | ۳۸    | ۳۰    | ۱۲    | ۸۵     |
| میانگین رطوبت نسبی          | ۴۷      | ۳۸       | ۲۳    | ۲۲   | ۲۴    | ۲۴     | ۲۷   | ۴۵   | ۵۳    | ۵۳    | ۵۴    | ۴۹    | ۳۸     |
| تعداد روز یخبندان           | ۱       | ۰        | ۰     | ۰    | ۰     | ۰      | ۰    | ۱    | ۸     | ۱۷    | ۱۶    | ۶     | ۴۸     |

یکی از ویژگی‌های آب و هوایی شهر اردکان بارش‌های بسیار شدیدی است که در فصول بارش در مدت زمان کوتاه رخ می‌دهد و در زمستان به صورت برف بسیار سنگین به وقوع می‌پیوندد. برای مثال می‌توان به بارش ۲۰۰ میلی‌متری بهمن ۱۳۹۰ اشاره کرد که در ۱۱ و ۱۲ بهمن در ظرف مدت ۳۶ ساعت انجام شد. و در مرکز شهر ۸۰ سانتی‌متر و در مناطق کوهستانی ۱۵۰ سانتی‌متر برف به زمین نشست و موجب قطع شبکه برق و بسته شدن بسیاری از راه‌های روستایی شهرستان شد
هم چنین در جریان توفان برفی بهمن ۱۳۵۰ به گفته روزنامه اطلاعات شهر اردکان و روستاهای اطراف آن (از جمله دهستان کمهر) از جمله مناطقی بودند که بیشترین تأثیر را بر اثر بوران متحمل شدند و هزاران نفر از اهالی منطقه در زیر حجم عظیم برف مدفون شدند.

## دیدنی‌ها
شهر اردکان، چه در تابستان و چه در زمستان، دارای جاذبه‌های فراوان توریستی و گردشگری است. در تابستان با آب‌وهوای خنک و باغ‌ها و رود و چشمه‌های فراوان، و در زمستان با سپیدی زیبای برف و پیست اسکی، از جمله پیست پولاد کف که رتبه دوم را در میان پیست‌های ایران داراست، پذیرای گردشگران است.

## مردم‌شناسی
گویش اردکانی گویش و تبار مردمان اردکان است. آثار و اشیاء مکشوفه در روستای خوش مکان (به فاصله ۱۰ کیلومتری اردکان)، گویای اینست که قدمت اردکان حداقل به زمان هخامنشیان بازمی‌گردد. .

### جاذبه‌های گردشگری
شهرستان سپیدان منطقه‌ای کوهستانی است و دارای ۱۲ قله بالای ۳۰۰۰ متر از سطح دریا می‌باشد.
از جمله مناطق تفریحی این شهرستان عبارتند از:
- کوه‌ها: کوه رنج، کوه برم فیروز اردکان
- آبشارها: آبشار مارگون، آبشار چیکان، آبشار مورزیان
- تنگه‌ها:تنگ اردشیری، تنگ تیزاب، تنگ غوره دان، تنگ آبسرد، تنگ بغدیون
- چله‌گاه
- پیست‌های اسکی: پیست اسکی پولادکف، پیست اسکی تربیت‌بدنی
- دریاچه‌ها: برم فیروز اردکان، برم شش پیر
- امامزاده‌ها:چهارامامزاده در روستای اردشیری، سید نورالدین علی غازی علوی در محله مُلا، امامزاده سید فخرالدین در محله مُلا، امامزاده سید میراحمد در محلهٔ پس‌آس

### تصاویر

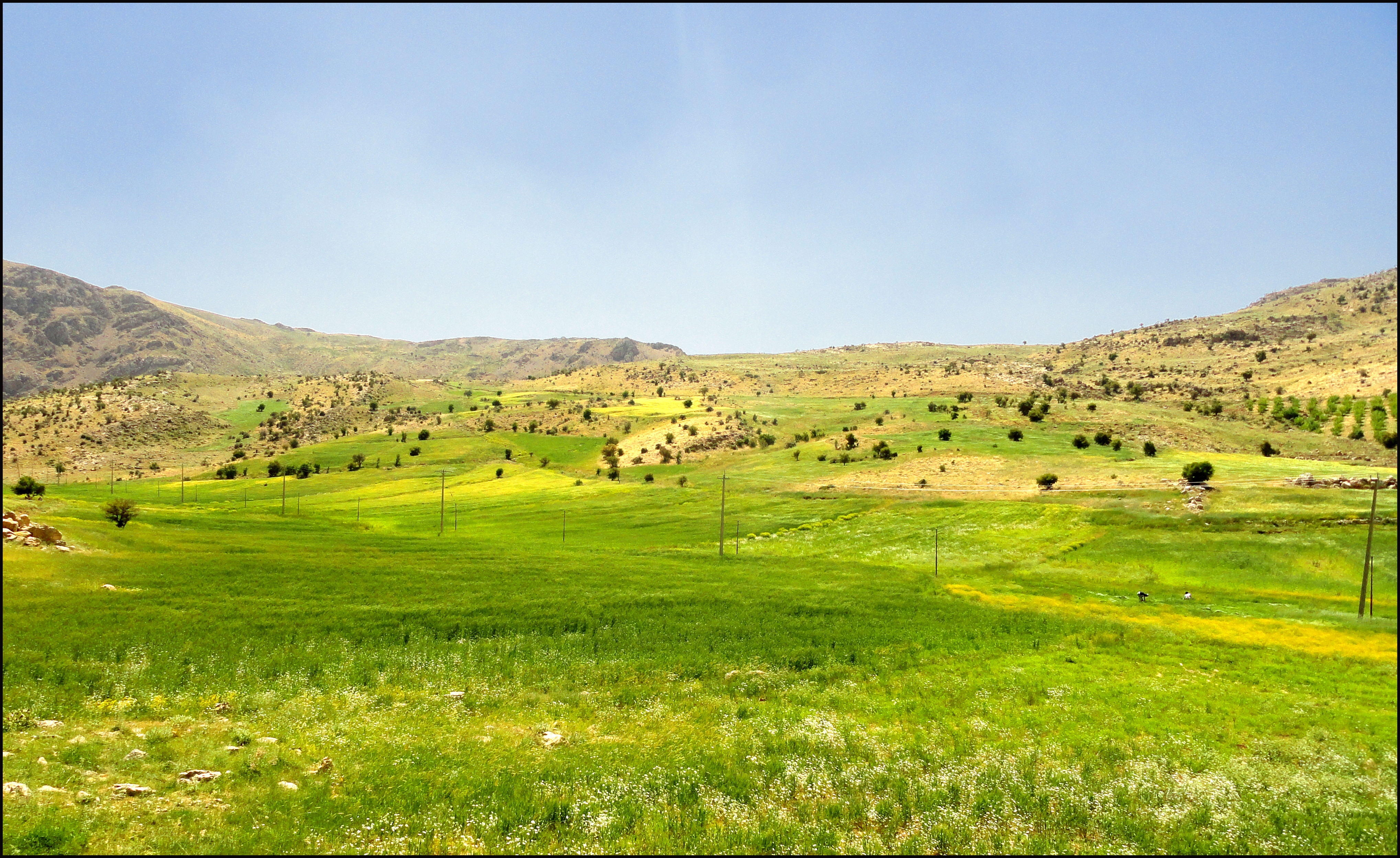
مناظر جاده شیراز - اردکان
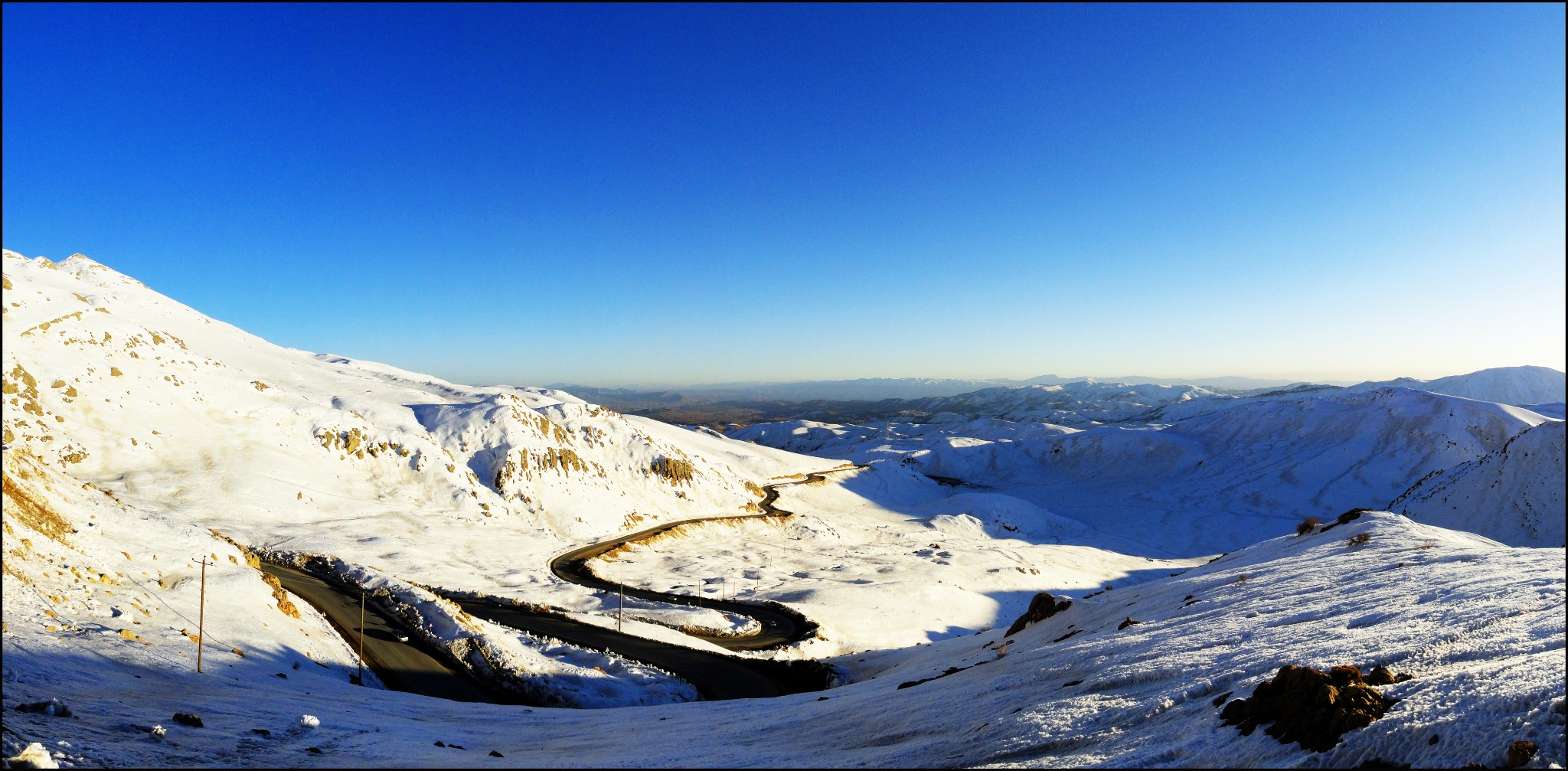
مناظر جاده اردکان کمهر
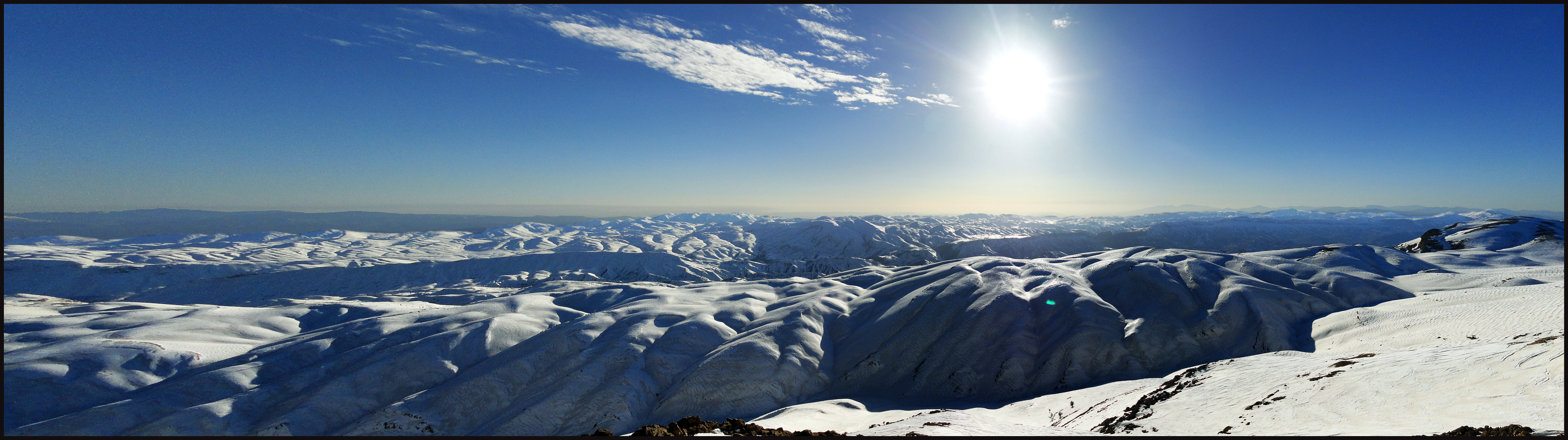
ارتفاعات سپیدان
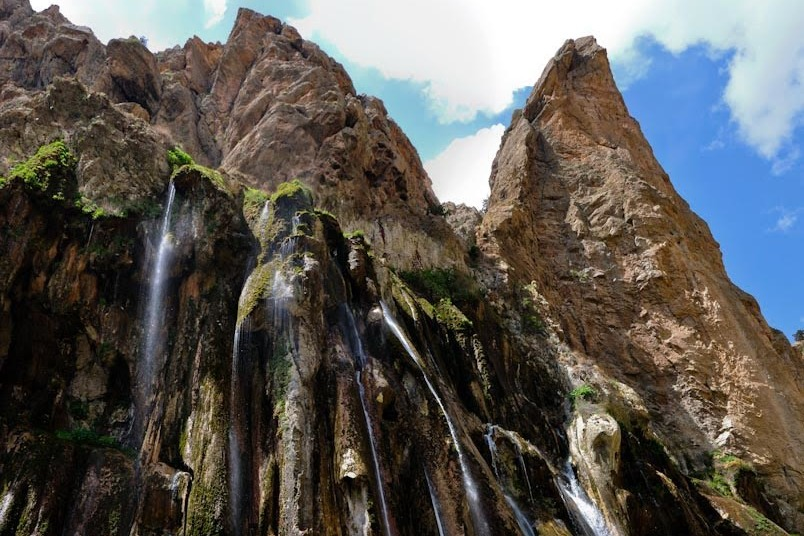
نمای دیگر از آبشار مارگون
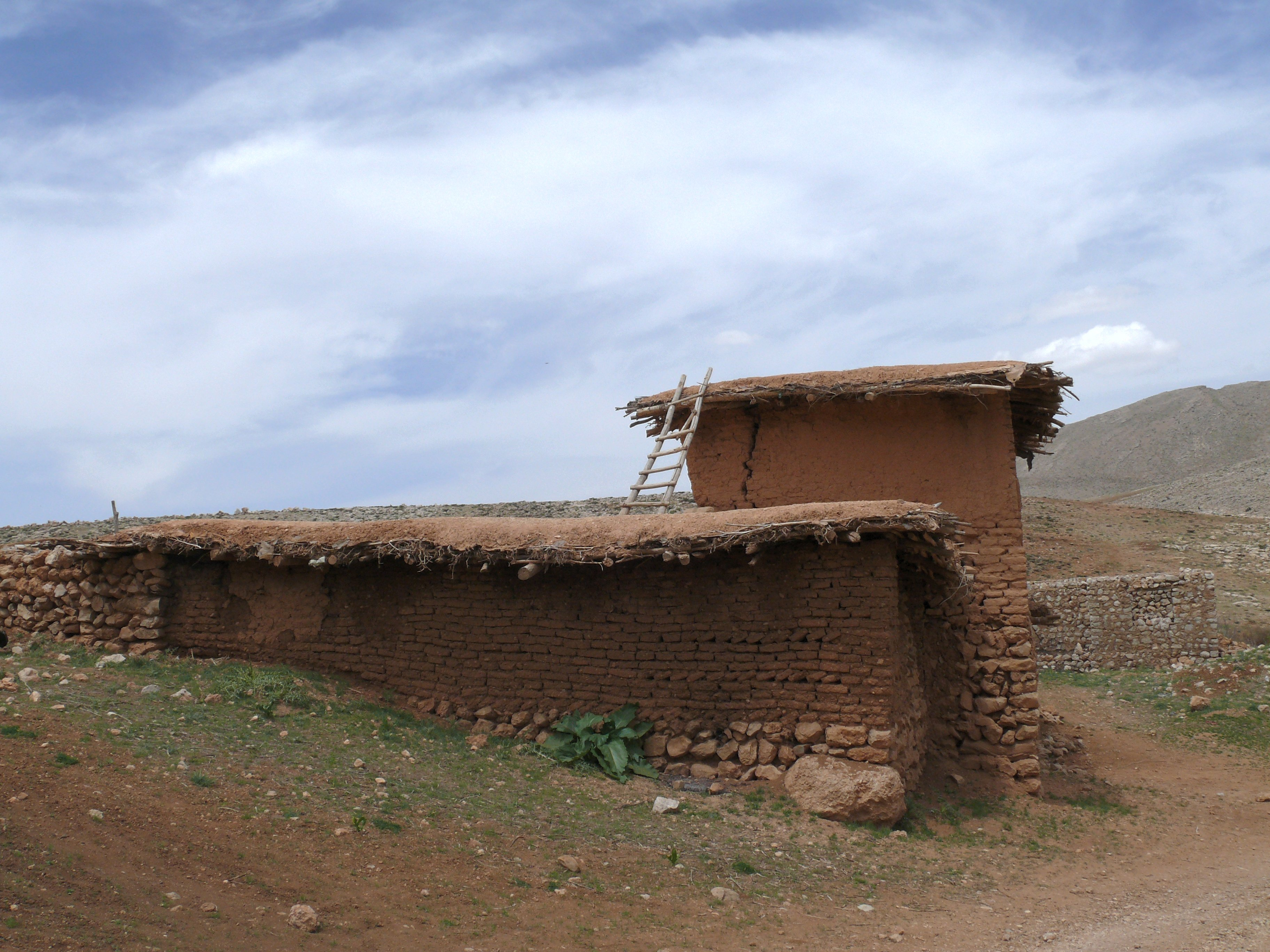
روستای مارگون
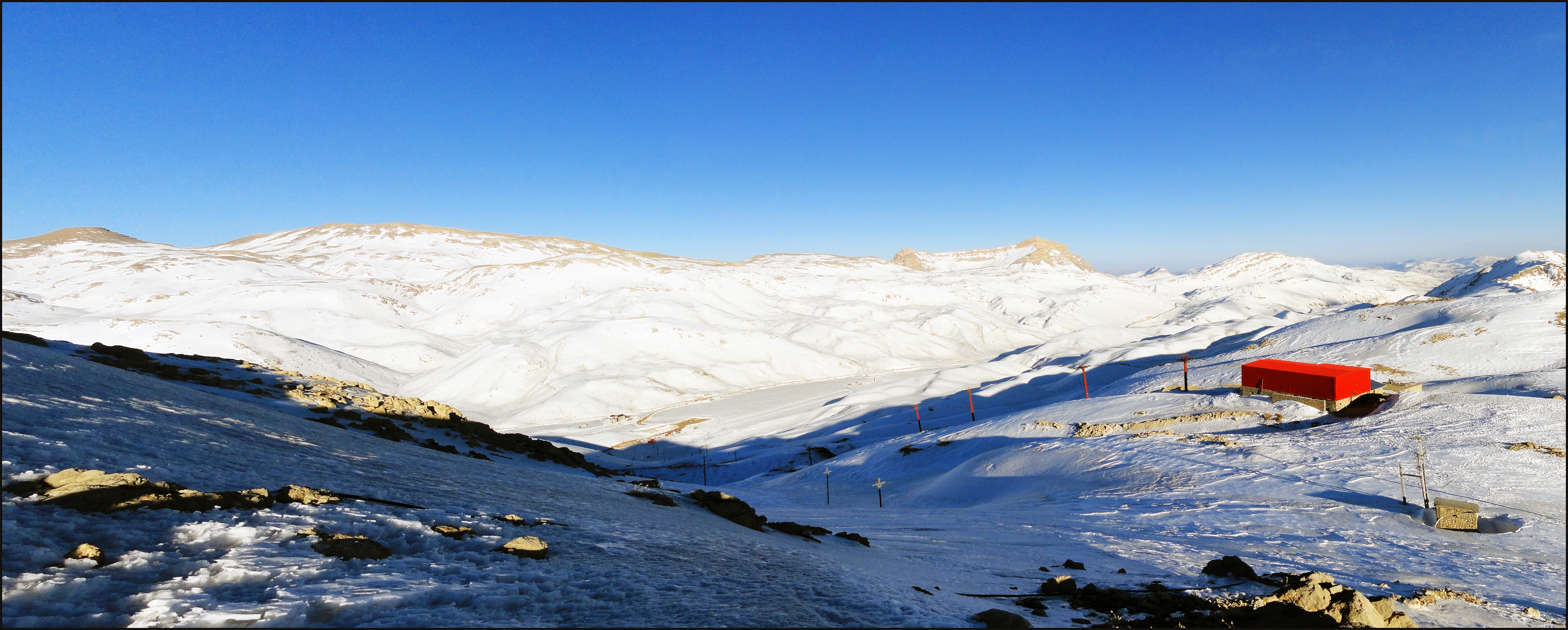
پیست اسکی پولاد کف - ۱۵ کیلومتری جاده اردکان - کمهر
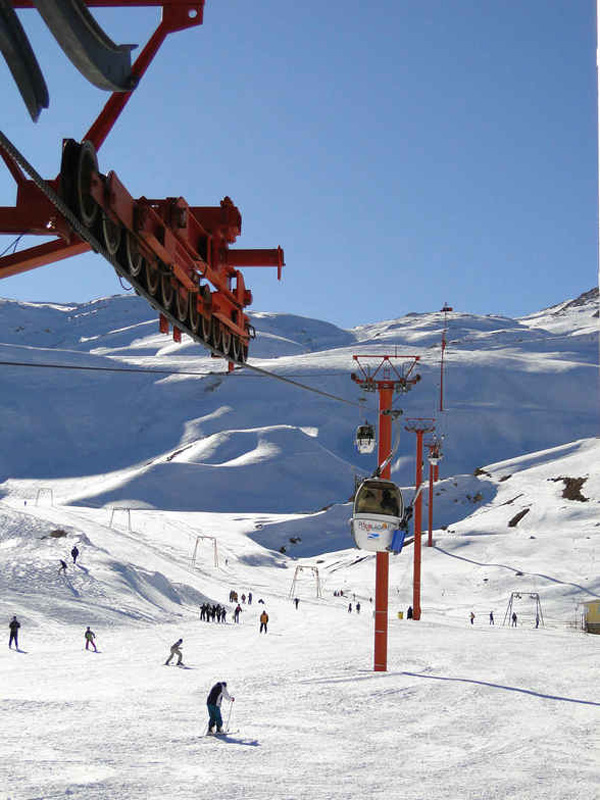
پیست اسکی پولادکف
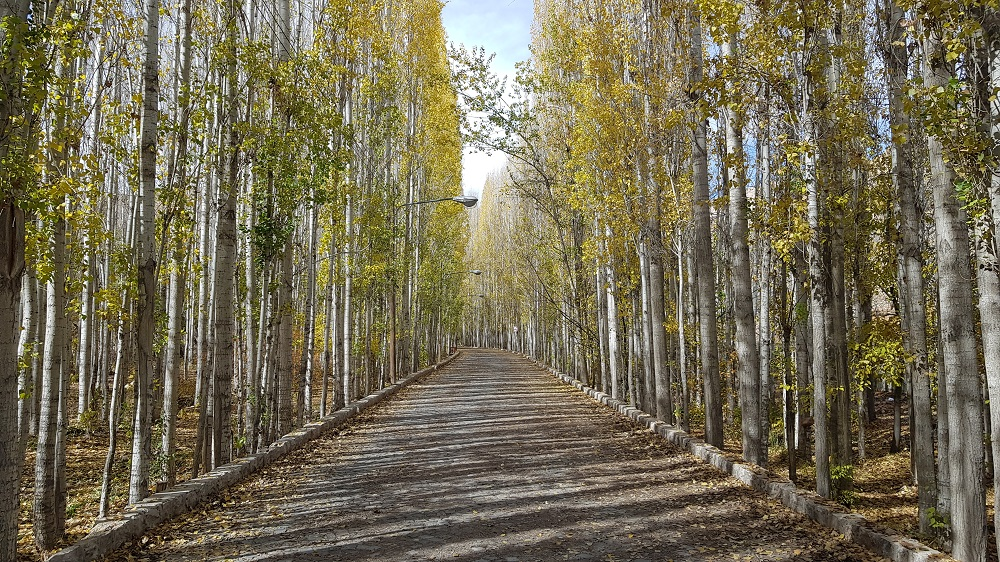
چله گاه
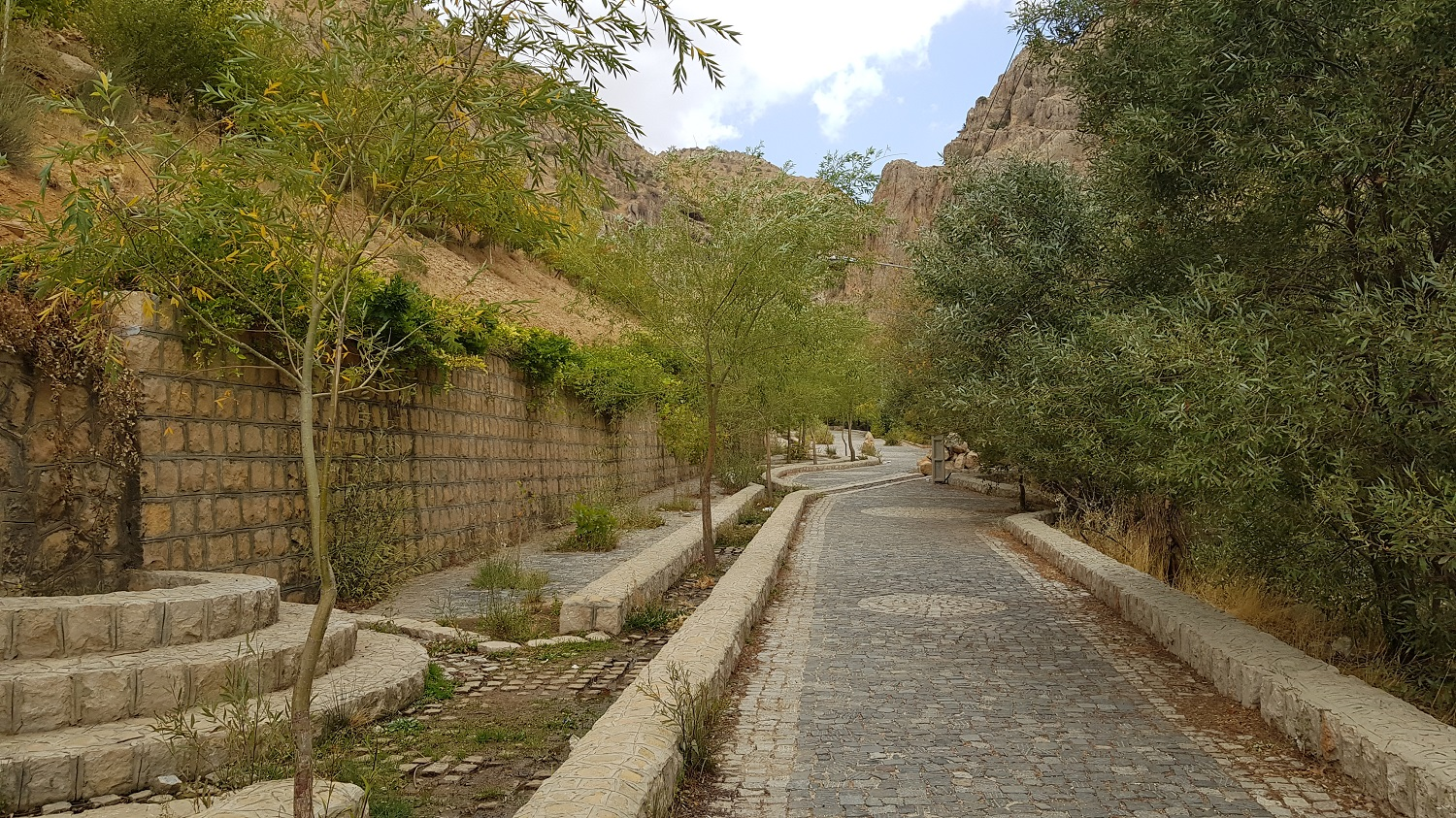
چله گاه
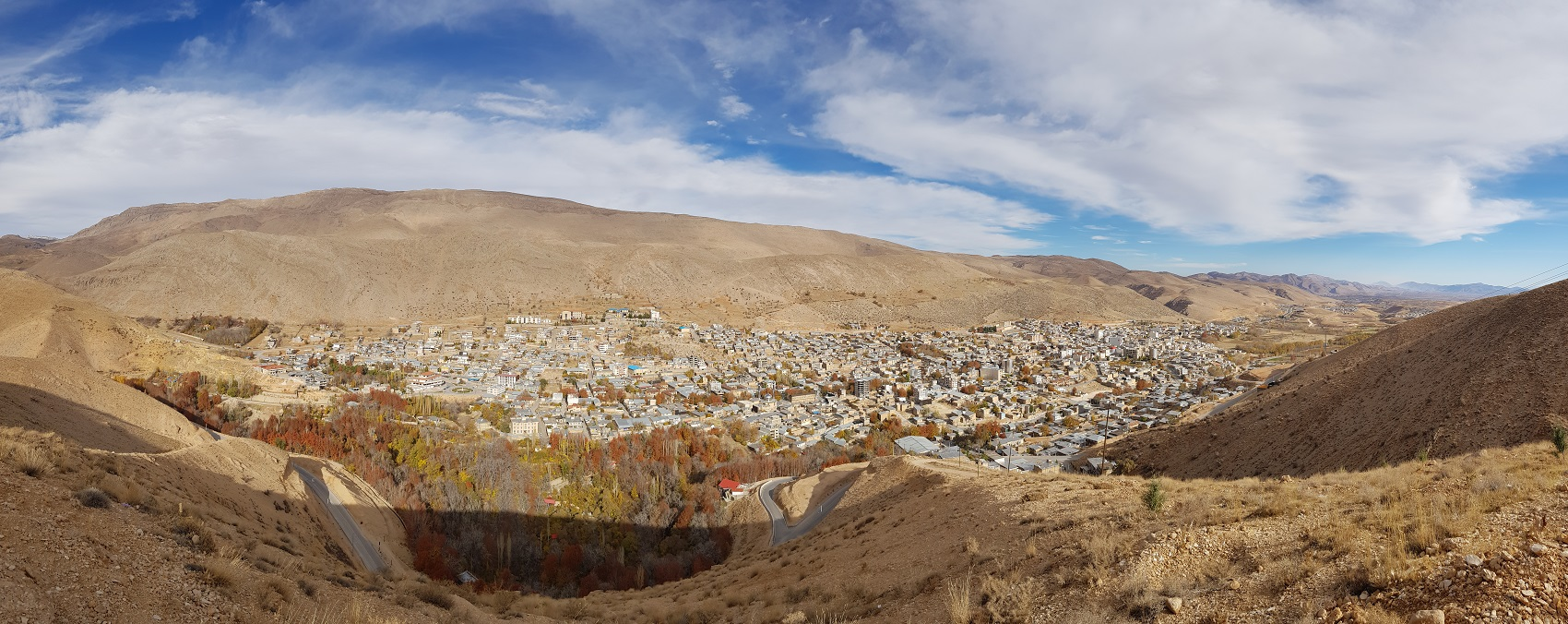
سراسرنمایی از شهر اردکان
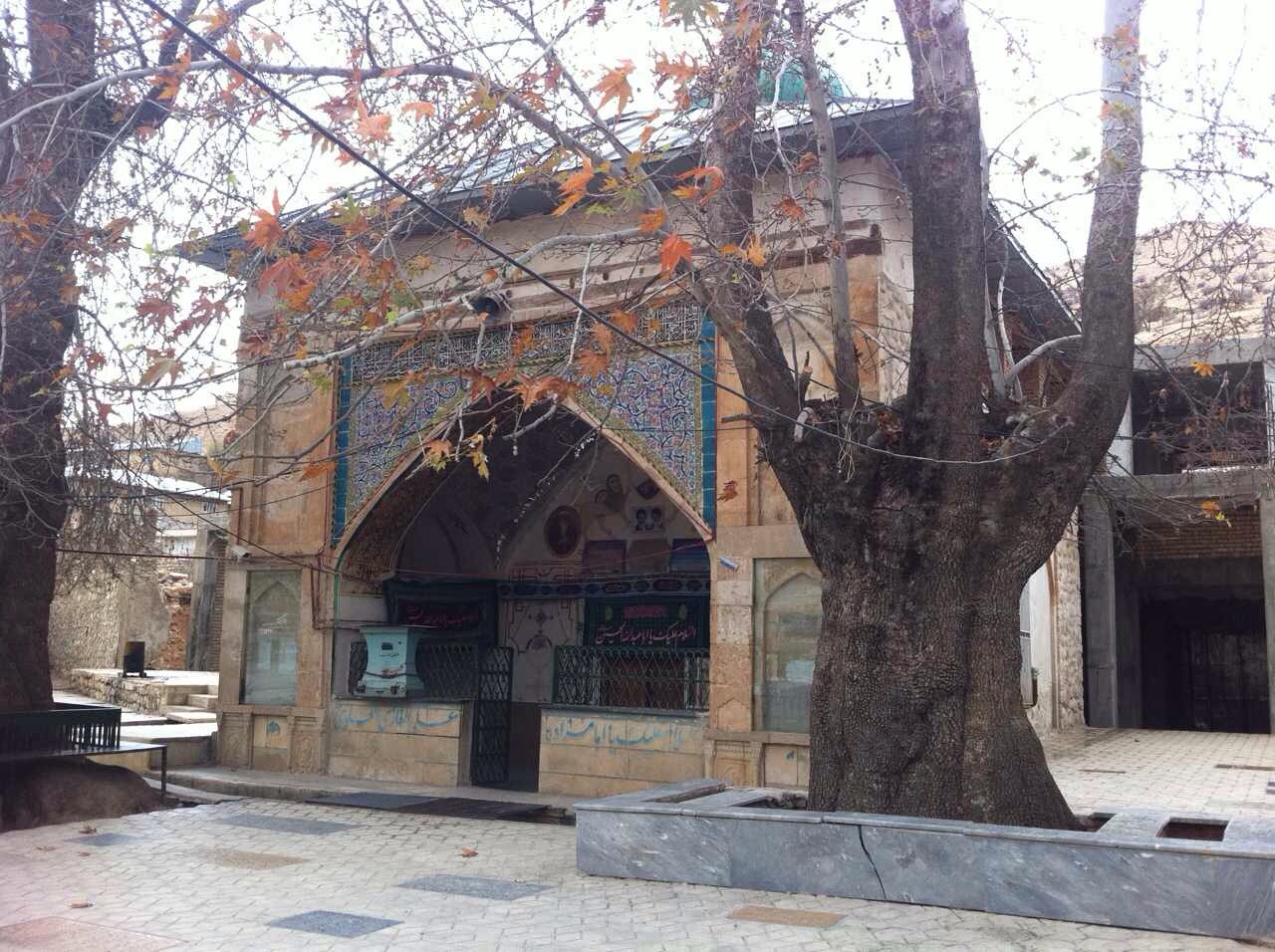
امامزاده سلطان نورالدین علوی غازی